# Гандзюк Яків Григорович
Я́ків Григо́рович Гандзю́к (21 березня (2 квітня) 1873, с. Багринівці, Подільська губернія — 27 січня (9 лютого) 1918, Київ) — український військовий діяч часів Перших Визвольних змагань, полковник РІА (Російська імперія), генерал-майор (Тимчасовий уряд), отаман бригади армії УНР (Центральна Рада). Георгіївський кавалер, учасник російсько-японської, I СВ та 1-ї радянсько-української воєн.

## Життєпис
Народився у селянській родині відставного військового у званні бомбардира. Мав братів — Сазона, Івана та Петра, і сестру Антоніну. На зламі ХІХ—ХХ століть Гандзюки спільним коштом збудували цегляну хату — першу в Багринівцях.
Закінчив 5 класів Вінницького реального училища. До служби вступив рядовим на правах добровольця в 47-й піхотний Український полк (Вінниця) (5.11.1891 р.). В жовтні 1892-го — у званні єфрейтора, груднем того ж року — молодший унтер-офіцер.
У 1895 році закінчив з відзнакою Одеське піхотне юнкерське училище зі званням підпрапорщика, де вчився з вересня 1893-го, а далі переведений до 61-го піхотного Володимирського полку. Лютим 1896 року — підпоручик. Протягом лютого 1901 — червня 1903 років ніс службу як ад'ютант 1-го батальйону. У 1904 році, в званні поручника (присвоєне у травні 1901-го), переведений до Східно-Сибірського стрілецького полку.

### Російсько-японська війна
Під час російсько-японської війни у травні 1904 року переведений до 6-го Східно-Сибірського стрілецького полку, у травні командував 11-ю ротою, в листопаді виконував обов'язки завідувача господарства 3-го батальйону. 17 грудня брав участь у бою біля села Лішінгоу (Лішінпу), за спогадами, у тому бою загинуло до 1500 японців, проте ворог зміг вклинитися в центр розташування царських військ. Був прикомандирований до 12-го піхотного Великолуцького полку (18.12.1904 р.). 19 грудня брав участь у бою біля села Ламатунь, 23 грудня — поблизу Кудяза (на правому березі річки Хуньхе, 3 січня 1905 року — на північ від Сінмітіну. В січні 1905-го командував 15-ю ротою, з 29 січня — командуючий 1-ю ротою. Брав участь у битві під Мукденом 12—25 лютого, в боях 2—9 березня при відступі від міста Теліна на Сипінгайські позиції. 12 березня підвищений у званні — штабс-капітан.

### Подальше службове зростання

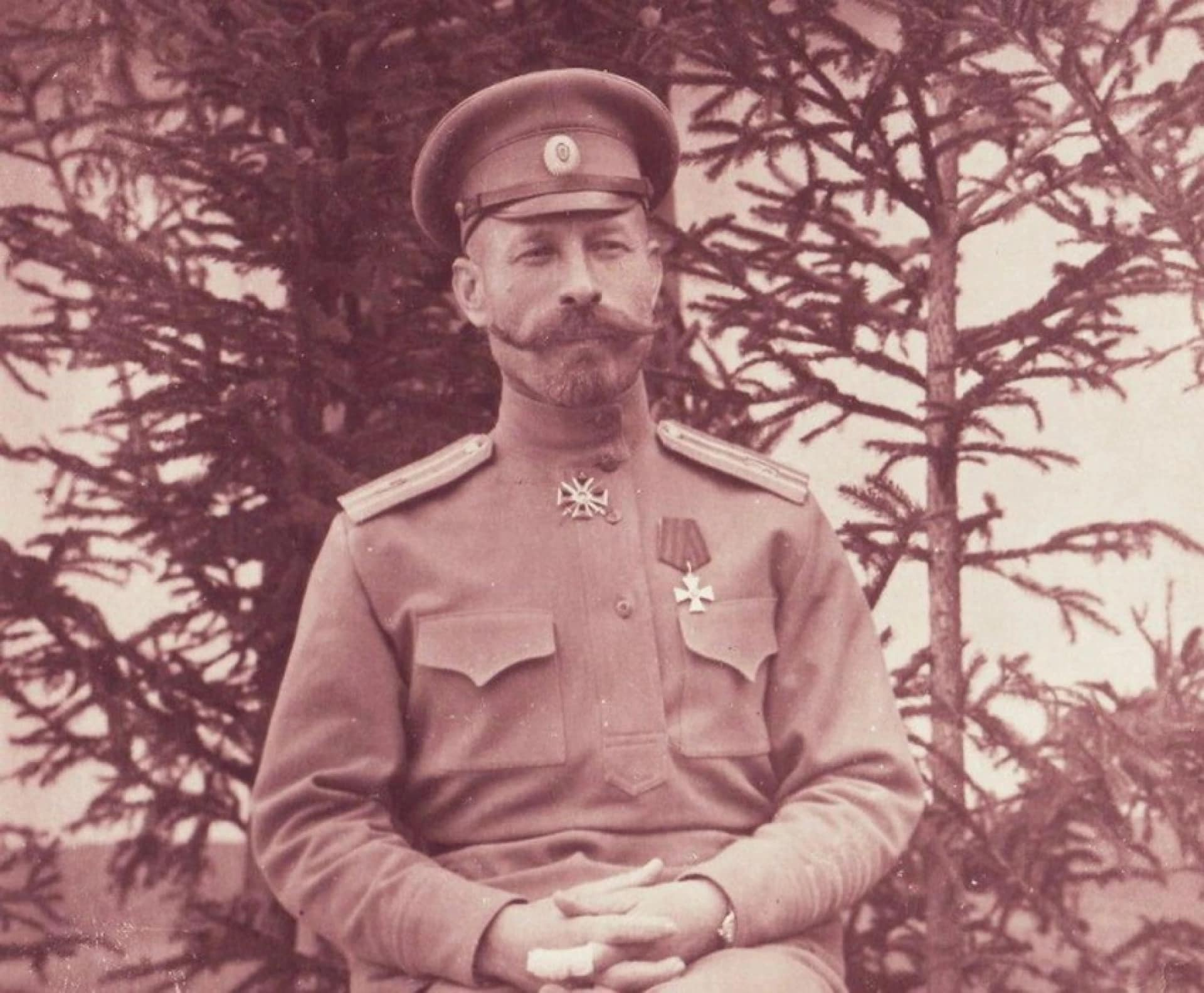
В ранній період служби в РІА

23 січня 1906 року Гандзюк переведений в 12-й піхотний Великолуцький полк з призначенням командувачем 4-ї роти. Наприкінці лютого вирушив з Маньчжурії та 11 березня прибув на нове місце служби. У квітні — серпні дочасно командував 1-ю ротою, 30 серпня 1906-го призначений молодшим офіцером цієї роти.
У 1908 році переведений до 177-го піхотного Ізборського полку, де почергово командував різними ротами. Березнем 1909 року відкомандирований на окружні штабс-капітанські курси при Двінському таборі, які успішно й закінчив у вересні того ж року. В липні-листопаді 1909-го тимчасово командував 3-ю ротою 177-го Ізборського полку, з листопада 1909 року по кінець лютого 1910-го — начальник полкової команди розвідників. 28 лютого 1910 року призначений тимчасово командуючим 8-ю ротою, в середині квітня затверджений на посаді ротного командира, з листопада — знову командир роти розвідників. В лютому 1911 року на змагальних стрільбах із револьвера нагороджений імператорським призом, здобувши суму квадратів, рівну 12-ти.
Указом Урядового Сенату № 1800 від 4.06.1911 року Гандзюку разом з родиною був наданий дворянський титул Російської імперії з правом його передачі нащадкам. У 1912 році переведений до 180-го піхотного Віндавського полку; отримав звання капітана (18.06.1912 р.). В серпні-вересні 1912 командував 4-ю ротою запасних нижніх чинів, котрі проходили навчальні збори. 26 серпня призначений на посаду смотрителя пересувного госпіталю № 25. У вересні відкомандирований до нестройової роти, у жовтні призначений її командиром. Після отримання звання підполковника (24.02.1914 р.) переведений до 147-го піхотного Самарського полку.

### Перша світова війна

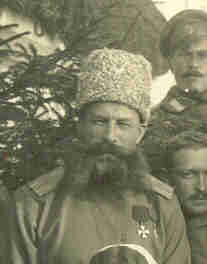
Полковник Яків Гандзюк

12 серпня 1914 року Гандзюк виступив з полком у похід. 26 серпня брав участь у бою за укріплене село Скакув, 28—29 серпня — у наступальному русі в напрямку Лисник — Дужі та нічному бою. 30 серпня — в бою біля міста Радомишль (Radomyśl nad Sanem) при зачистці території від формувань противника правого берега річки Сян. 31 серпня — 1 вересня — у бою при переправі через Сян біля Радомишля. 2 вересня брав участь у бою біля села Майдан-Збідневський, 4—5 вересня — в бою у лісі між Циганами і Кліуново. 7 та вночі 8 вересня брав участь у повторному бою в тій місцевості. Протягом 22 вересня — 9 жовтня брав участь у обороні правого берега Вісли на відтинку Юзефов (Józefów nad Wisłą) — Аннополь. З 9 по 15 жовтня брав участь у боях при форсуванні Вісли поблизу Петровіна, Свенцехова, поблизу сіл Павловіце (Pawłowice (powiat lipski)), Павловска Воля (Wola Pawłowska (powiat lipski)), Веселувка, Дорошка, Сулев. 15 жовтня у бою біля села Павловіце був контужений та поранений шрапнеллю в праву частину тулуба.
12 березня 1915 року призначений командиром 1-го батальйону 147-го Самарського полку. Протягом 27 березня — 1 квітня брав участь в боях біля Козьови. 1 квітня в бою біля села Козьова поранений кулею навиліт у кисть лівої руки, ушкоджений суглоб безіменного пальця, травмована права нога.
У квітні 1915-го призначений командиром 4-го батальйону Самарського полку, у червні — 3-го батальйону. 6—14 червня брав участь в боях на лівому березі річки Дністер поблизу сіл Журавне і Бортники, 14—21 червня — при відході до річок Гнила Липа та Золота Липа та біля Рогатина. З 21 червня по 15 серпня брав участь у боях на річці Золота Липа та поблизу села Урмань. 26 червня у бою біля села Жуків на річці Золота Липа контужений каменем у мізинець правої руки від снаряду, що розірвався поруч. 17—18 серпня брав участь у боях на річці Стрипа, 24 серпня — 3 вересня — біля сіл Янівка й Цебрів. В часі з 9 по 28 вересня брав участь у боях поблизу сіл Домаморич та Довжанка, 29 вересня — 2 жовтня — поблизу висот 369, 372, 377 — східніше Покропивної.
Під час Першої світової війни Гандзюк за бойові заслуги був підвищений до полковника (5.12.1915 року) (за бойові заслуги), тимчасово командував 146-м піхотним Царицинським полком (9-28.12.1915), пізніше очолив 91-й піхотний Двінський полк (11.01.1916).
З 20 січня по 2 червня 1916 року брав участь у боях у Карпатах поблизу Козівки. 6 червня — 30 липня — на бойових позиціях поблизу сіл Ходачків, Великий, Циганка, Мар'янка. З 1 серпня — на бойовій позиції біля села Шибалин на річці Ценівка. 24—27 серпня брав участь у боях біля Більшівців, 3—6 вересня — поблизу Свистільників. 22 вересня 1916 року в бою біля села Жолнувка зазнав контузії від вибуху важкого артилерійського снаряда. 3 грудня після одужання повернувся до полку.
З 3 грудня 1916 року по 14 квітня 1917-го перебував на позиціях біля села Тростянець.

### На службі Україні
З початком революційних подій призначається на посаду бригадного командира 23-ї піхотної дивізії (17.04.1917).
За кілька місяців Яків Гандзюк досягає вершини своєї військової кар'єри — отримує звання генерал-майора (6.06.1917 р.) й очолює 104-ту піхотну дивізію. Пізніше, не без участі генерала, вона стане українізованою — Першою Українською дивізією у складі 1-го Українського корпусу під командуванням генерала Павла Скоропадського — майбутнього очільника і гетьмана Української Держави — дивізія відводиться до Проскурова, де й проводиться українізація. Начальником штабу стає генерал Яків Сафонов, першою дивізією командував Яків Гандзюк, начальником булави (помічником) — полковник Микола Капустянський. До складу дивізії входили 4 полки — Київський імені Б. Хмельницького, полковник Маєвський, Стародубський імені гетьмана Скоропадського, Дмитро Масалитинів, Полтавський імені гетьмана Сагайдачного, Наум Никонів, Чернігівський імені гетьмана Полуботка, Гнат Порохівський.
Після виходу Скоропадського у відставку, в грудні 1917 року, обіймає посаду командира. Частини корпусу утримували Здолбунів, Рівне, Шепетівку, роззброюючи загони, в яких починалися вагання. Віктор Роєнко: 
| під командуванням Гандзюка частини І-го Корпусу затримували більшовицький наступ на Київ з півдня. Два полки І-ї дивізії міцно тримали в своїх руках Шепетівку, Рівне та Здолбуново. ІІ-га дивізія цього корпусу, спираючись на залізницю Жмеринка-Козятин, роззброїла цілий гвардійський корпус у складі двох дивізій піхоти та дивізії кінноти, що був під командуванням відомої большевички Бош. Цей корпус прямував через Жмеринку на Київ. Таким чином, до самого залишення Києва українським урядом, частини І-го корпусу давали відсіч наступові численних большевицьких частин на нашу столицю.[5] |

### Обставини загибелі

Відновлений надгробок у Видубицькому монастирі

8 лютого 1918 року, після 5-денної облоги Києва, червоні війська Михайла Муравйова увійшли до міста. Уряд УНР поспішно перебазувався до Житомира, не надавши жодних вказівок армійським частинам, які розташовувались на оборонних рубежах столиці.
9 лютого авто командувача 1-го Українського корпусу Якова Гандзюка виїхало з міста Біла Церква (тут розташовувався штаб корпусу) до Києва для отримання роз'яснення оперативної ситуації від військового міністра Миколи Порша та членів Генерального Секретаріату УНР, які днем раніше покинули столицю. Разом із Гандзюком були начальник штабу корпусу, генерал Яків Сафонов, та керівник оперативного відділу полковник Олександр Гаєвський. На під'їзді до столиці загін червоних балтійських моряків оточив машину та взяв у полон пасажирів, у тому числі Якова Гандзюка. На особисту пропозицію М. Муравйова перейти до більшовиків Гандзюк, як і його колеги на службі, відповів відмовою. За спогадами О. Гаєвського, генерал відповів:

«Ви помилилися, бо ми українці. І нам зрозумілі причини, що змусили вас воювати з нами».

Після цього українських офіцерів доставили до будівлі Олексіївського інженерного училища, де їх розстріляли. Генерала Гандзюка по-звірячому добивали: на його тілі пізніше нарахували 12 ран, завданих багнетом. Зумівши врятуватись та будучи пораненим, О. Гаєвський згодом у своїх спогадах опише ту подію так:

«…генерал Гандзюк звернувся до своїх товаришів: „Благати про пощаду цих мерзотників принизливо для нас. Єдине побажання усім нам — помремо героями!“. Генерал попрощався з кожним, розцілувався: „Як командувач українського корпусу, виходжу на розстріл першим!“.
Муравйовці повели полонених на схил до конов'язу поблизу стін училища. Помітивши, що генерал Сафонов, багатодітний батько, занепав духом, Яків Григорович підтримав соратника: „Не раз ми з тобою дивились смерті у вічі, помремо ж мужньо, як і належить воїнам!“.
Матроси наказали стати до них спиною, що обурило генерала Гандзюка: „Що? Совість не дозволяє вам дивитися нам в очі!“.
Це були його останні слова. Після залпу всі троє впали…».

Влітку 1918 року дружина страченого генерала Гандзюка за допомогою О. Т. Гаєвського розшукала й упізнала тіло свого чоловіка в одній з братських могил, що на Солом'янській площі. За активної участі гетьмана Павла Скоропадського генерала перепоховали з військовими почестями на території Свято-Михайлівського Видубицького монастиря. На могилі встановили дубовий хрест з написом: 
| «Генерал-майор Яков Гандзюк. 1873–1918. Зверски убит большевиками». | У 1920-х роках хрест знищили, а могилу зрівняли з землею. Після 1991 року надгробок відновили за сприяння нащадків генерала зі США (Каліфорнія), історика-краєзнавця Людмили Проценко та киянки Антоніни Арсентьєвої.

## Нагороди

меморіальна таблиця в центрі с. Багринівці

- орден Святої Анни 4 ст., з написом на ефесі шаблі «За хоробрість» (12.02.1905 р.);
- орден Святого Станіслава 3 ст. з мечами і бантом (5.05.1905 р.);
- орден Святого Георгія 4 ст. (30.08.1907 р.)[2];
- орден Святої Анни 3 ст. (16.02.1911 р.);
- Георгіївська зброя (12.01.1915 р.) — 12 жовтня 1914 року вступив у командування батальйонами на правому березі Вісли біля фільварка Кемпа Петровіньська, провів розвідку, по тому вибив противника з окопів і гаю, при цьому противник втратив 50 вбитими та 89 полоненими, 15 жовтня керував бойовою частиною полку при нічній атаці на село Павловіце, до ранку 16-го було зайнято висоти західніше села[2];
- орден Святого Станіслава 2 ст. з мечами (8.09.1915 р.);
- орден Святого Володимира 4 ст. з мечами і бантом (26.10.1915 р.);
- орден Святого Володимира 3 ст. (26.01.1916 р.);
- орден Святого Станіслава 1 ст. з мечами (5.10.1917 р.).

Орден святого Георгія 4 ступеня був отриманий «…за видатну відвагу і розпорядливість, виявлену 25.02.1905 року біля сіл Санканцзи і Вазиє при прориві крізь ворога з прапором полку…».
Георгіївська зброя — «…вступивши 12.10.1914 року в командування батальйонами, які перебували на лівому березі р. Вісли у фільварку Кемпа-Петровінська, провів розвідку в гаю, а потім вибив з окопів і гаю противника, який залишив по собі 50 вбитих і 89 полонених нижніх чинів і 1-го офіцера. 15.10.1914 р. блискуче керував бойовою частиною полку під час нічної атаки с. Павловіце, а до ранку 16-го числа опанував висоти на заході цього села…».

## Цікаві факти
- мав велетенський зріст — понад 2 метри. Будучи офіцером вищого рангу, мав небезпечну звичку координувати дії військ, стоячи на весь зріст. На запитання Василя Кочубея, чому він так легкодумно ризикує життям, Яків Григорович відповів: «На війні буває така мить, коли просто необхідно ставити „ва-банк“ своє життя, інакше переможцем буде противник»[6];
- був неперевершеним майстром стрільби з револьвера. Тричі (1907, 1910, 1911 рр.) вигравав офіцерські змагання, причому на змаганнях 1911 р. був нагороджений цінним подарунком від імператора Миколи ІІ;
- носив пишну бороду, по-особливому розчесану на дві сторони «а ля Скобелєв»;
- за час своєї військової кар'єри мав 9 поранень;
- володів 5-ма іноземними мовами, багато читав, добре орієнтувався у політиці. Не терпів зверхнього ставлення до рядових солдатів, був надзвичайно суворим до себе та в усіх вимірах кришталево чесною людиною. Характер мав рішучий, а ще залізну волю та виняткове вміння впливати на людей (за спогадами онуки Лідії Гандзюк-Логвиненко)[1].;
- колеги згадували Гандзюка як людину скромну, яка дивувала оточення. Вільний час присвячував підвищенню культурного рівня військовиків — організовував гуртки, де читалися різноманітні лекції, вечори з концертами, танцями, любительськими спектаклями, називаючи все це словом «вечорниці»[6].
- Л. Проценко у нарисі «Він йшов попереду…»: «полковник Гандзюк користувався магічним впливом на підлеглих. Коли він, вихопивши шаблю, із закликом „полк, за мною!“ кидався в атаку, увесь полк, як один чоловік, поривався за командиром»[5].

## Сім'я та родина
Дружина — Чудінова Віра Олександрівна, дочка дійсного статського радника. Син — Георгій (нар. 27.08.1910 р.). Обоє наприкінці 1918 року емігрували до Німеччини. У 1950 році після смерті матері, Георгій Якович Гандзюк емігрував до США. Помер у 1988 році.
Брат Іван був парафіяльним священиком, завідував церковно-учительською школою в селі Сутиски. 1908 року був серед засновників Сутиського позичково-ощадного товариства та незмінним головою правління до більшовицького перевороту 1917 року.
Брат Созон з 1909 року був членом Державної Думи, захищав інтереси трудового селянства. Після захоплення більшовиками влади підтримував зв'язки з повстанськими командирами Яковом Шепелем та Яковом Гальчевським, у його хаті розміщувався штаб повстанців. Розстріляний «опертрійкою» 1922 року.

## Вшанування пам'яті
- Вулиці, названі на честь генерала, існують в містах Вінниця та Київ.
- У селі Багринівці Вінницької області зберігся будинок генерала, встановлено меморіальну таблицю. Також існує вулиця імені Генерала Гандзюка.
- 6 травня 2020 року указом Президента України ім'я Якова Гандзюка присвоєно 59-й окремій мотопіхотній бригаді Сухопутних військ Збройних Сил України[7].
- 28 липня 2022 року у місті Біла Церква Київської області вулицю Панфілова перейменували на вулицю Якова Гандзюка.
- 13 листопада 2023 року у місті Гайсин вулицю Комарова перейменували на вулицю Якова Гандзюка.
- 21 березня 2024 року у селищі Тростянець вулицю Суворова перейменували на вулицю Якова Гандзюка.

### Рекомендована література
- Подолянин Яків Гандзюк : до 150-річчя від дня народж. укр. військ. діяча часів Перших визвол. змагань, отамана бригади Армії УНР : бібліогр. покажч. / Упр. культури та креатив. індустрій Департаменту гуманітар. політики Вінниц. обл. військ. адмін., ВОУНБ ім. В. Отамановського ; уклад. Н. В. Березюк ; ред. С. В. Лавренюк ; відп. за вип. Л. Б. Сеник. – Вінниця, 2023.
- Завальнюк, К.В. Честі не зрадив своєї : до 140-річчя від дня народження військового діяча Я. Г. Гандзюка (21.03.1873-9.02.1918) / К.В. Завальнюк // Знаменні і пам’ятні дати Вінниччини 2013 року: хронол. довід. / Вінниц. ОУНБ ім. К.А.Тімірязєва; уклад. О.Ю.Антонюк; відп. за вип. Н.І.Морозова. – Вінниця, 2012. – 288 с.